# Берић
Берић је српскохрватско презиме. Познате особе са овим презименом су:
- Александар Берић (1906–1941), југословенски војни официр
- Дејан Берић (рођен 1974), српски добровољац
- Мирослав Берић (рођен 1973), српски кошаркаш